# STS-88
إس تي إس-88 (بالإنجليزية: STS-88)‏ الرحلة الثالثة والتسعون ضمن برنامج مكوك الفضاء لوكالة ناسا، والرحلة الثالثة عشر على متن مكوك الفضاء إنديفور، انطلقت الرحلة في 4 ديسمبر 1998 من مركز كينيدي للفضاء ، وهبطت بتاريخ 16 ديسمبر في مركز كينيدي للفضاء أيضاً، بعد إثنا عشر يوماً مكثتها الرحلة في الفضاء، تم خلال الرحلة القيام بأول مهمة فعلية إلى محطة الفضاء الدولية وتزويدها بالمعدات والأجهزة من خلال السير في الفضاء، بلغ عدد الرواد المشاركين في الرحلة ستة رواد من بينهم رائد فضاء روسي.